# Soleanîkî, Bilopillea
Soleanîkî (în ucraineană Соляники) este un sat în comuna Iskrîskivșciîna din raionul Bilopillea, regiunea Sumî, Ucraina.

## Demografie
Componența lingvistică a localității Soleanîkî
     Ucraineană (95,65%)
     Rusă (4,35%)
Conform recensământului din 2001, majoritatea populației localității Soleanîkî era vorbitoare de ucraineană (95,65%), existând în minoritate și vorbitori de rusă (4,35%).